# Xã Union, Quận Prairie, Arkansas
Xã Union (tiếng Anh: Union Township) là một xã thuộc quận Prairie, tiểu bang Arkansas, Hoa Kỳ. Năm 2010, dân số của xã này là 147 người.